# Сламники
Сламники (словен. Slamniki) — поселення в общині Блед, Горенський регіон, Словенія. Висота над рівнем моря: 872,5 м.